# Amphoe Nong Bua
Amphoe Nong Bua (Thai: อำเภอ หนองบัว) ist ein Landkreis (Amphoe – Verwaltungs-Distrikt) im Nordosten der Provinz Nakhon Sawan. Die Provinz Nakhon Sawan liegt im südlichen Teil der Nordregion von Thailand.

## Geographie
Benachbarte Distrikte (von Norden im Uhrzeigersinn): die Amphoe Bang Mun Nak und Dong Charoen der Provinz Phichit, Amphoe Chon Daen und Amphoe Bueng Sam Phan der Provinz Phetchabun sowie die Amphoe Phaisali, Tha Tako und Chum Saeng der Provinz Nakhon Sawan.

## Geschichte
Der Landkreis Nong Bua wurde am 1. Januar 1948 zunächst als „Zweigkreis“ (King Amphoe) eingerichtet, indem einige Tambons der Amphoe Chum Saeng, Tha Tako und Bang Mun Nak von der Provinz Phichit abgetrennt wurden. Am 6. Juni 1956 erhielt Nong Bua den vollen Amphoe-Status.

## Ausbildung
In Amphoe Nong Bua befindet sich die Rajabhat-Universität Nakhon Sawan.

## Verwaltung

### Provinzverwaltung
Der Landkreis Nong Bua ist in neun Tambon („Unterbezirke“ oder „Gemeinden“) eingeteilt, die sich weiter in 106 Muban („Dörfer“) unterteilen.
| Nr. | Name           | Thai      | Muban | Einw.  |
| --- | -------------- | --------- | ----- | ------ |
| 01. | Nong Bua       | หนองบัว    | 20    | 15.087 |
| 02. | Nong Klap      | หนองกลับ   | 14    | 15.242 |
| 03. | Than Thahan    | ธารทหาร   | 09    | 07.224 |
| 04. | Huai Ruam      | ห้วยร่วม    | 11    | 04.352 |
| 05. | Huai Thua Tai  | ห้วยถั่วใต้   | 07    | 02.094 |
| 06. | Huai Thua Nuea | ห้วยถั่วเหนือ | 09    | 03.437 |
| 07. | Huai Yai       | ห้วยใหญ่    | 06    | 02.734 |
| 08. | Thung Thong    | ทุ่งทอง     | 14    | 09.301 |
| 09. | Wang Bo        | วังบ่อ      | 16    | 10.784 |

### Lokalverwaltung
Es gibt eine Kommune mit „Kleinstadt“-Status (Thesaban Tambon) im Landkreis:
- Nong Bua (Thai: เทศบาลตำบลหนองบัว) bestehend aus den Teilen der Tambon Nong Bua, Nong Klap.

Außerdem gibt es neun „Tambon-Verwaltungsorganisationen“ (องค์การบริหารส่วนตำบล – Tambon Administrative Organizations, TAO)
- Nong Bua (Thai: องค์การบริหารส่วนตำบลหนองบัว) bestehend aus Teilen des Tambon Nong Bua.
- Nong Klap (Thai: องค์การบริหารส่วนตำบลหนองกลับ) bestehend aus Teilen des Tambon Nong Klap.
- Than Thahan (Thai: องค์การบริหารส่วนตำบลธารทหาร) bestehend aus dem kompletten Tambon Than Thahan.
- Huai Ruam (Thai: องค์การบริหารส่วนตำบลห้วยร่วม) bestehend aus dem kompletten Tambon Huai Ruam.
- Huai Thua Tai (Thai: องค์การบริหารส่วนตำบลห้วยถั่วใต้) bestehend aus dem kompletten Tambon Huai Thua Tai.
- Huai Thua Nuea (Thai: องค์การบริหารส่วนตำบลห้วยถั่วเหนือ) bestehend aus dem kompletten Tambon Huai Thua Nuea.
- Huai Yai (Thai: องค์การบริหารส่วนตำบลห้วยใหญ่) bestehend aus dem kompletten Tambon Huai Yai.
- Thung Thong (Thai: องค์การบริหารส่วนตำบลทุ่งทอง) bestehend aus dem kompletten Tambon Thung Thong.
- Wang Bo (Thai: องค์การบริหารส่วนตำบลวังบ่อ) bestehend aus dem kompletten Tambon Wang Bo.